# Philippe Poisson

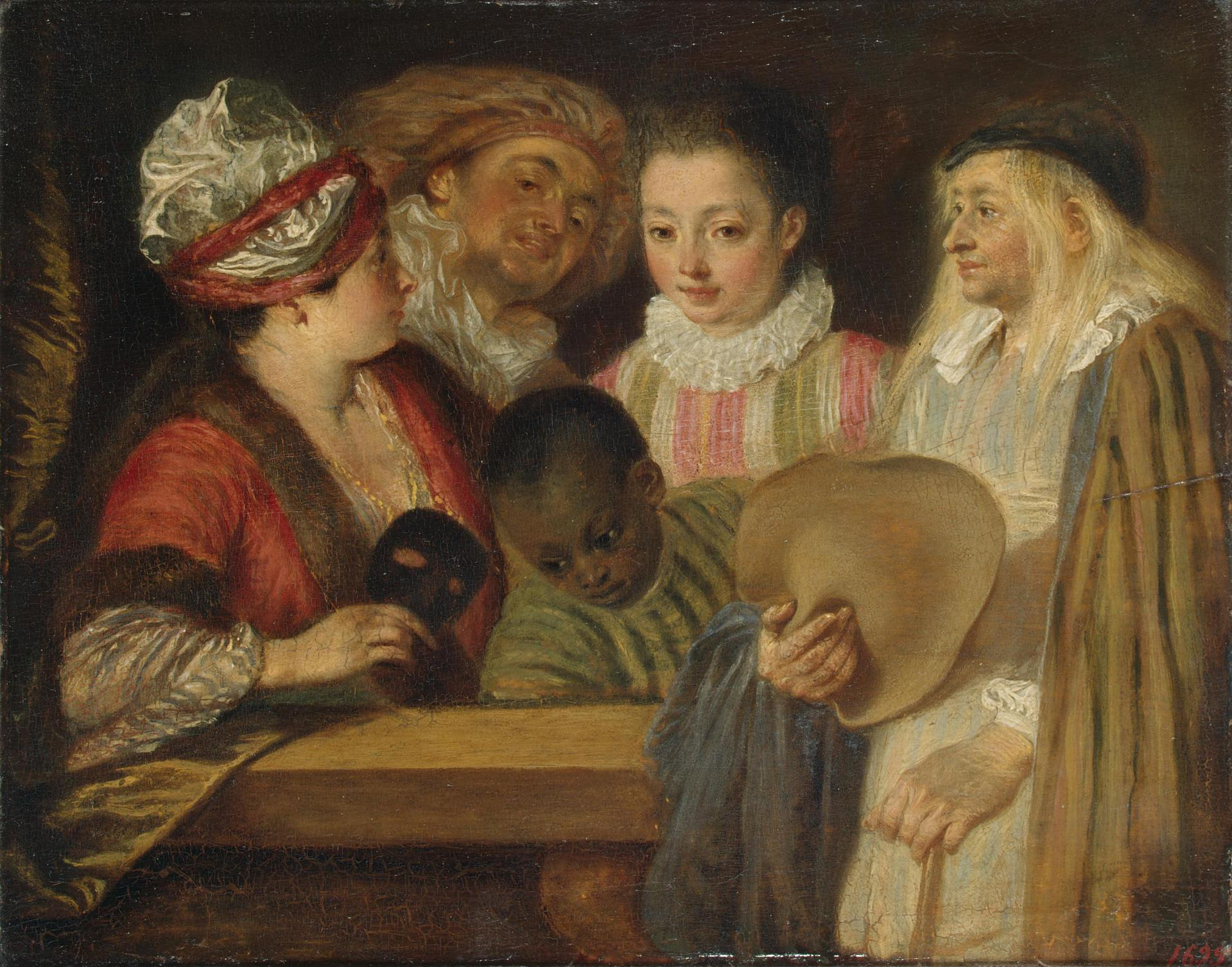
La Mascarade von Antoine Watteau, mit Poisson als Zweiter von links

Philippe Poisson (* 8. Februar 1682 in Paris; † 4. August 1743 in Saint-Germain-en-Laye) war ein französischer Schauspieler und Dramatiker.

## Leben
Poisson entstammte einer Schauspielerfamilie. Sein Vater war der Schauspieler Paul Poisson und sein Großvater war Belleroche. Poisson debütierte 1700 an der Comédie-Française und war dort sehr erfolgreich in Nebenrollen, bis er 1704 Sociétaire de la Comédie-Française wurde. Danach war er auch in der Hauptrolle in Komödien zu sehen. Als sein Vater 1711 in den Ruhestand ging, folgte er ihm, kam aber bereits 1715 an die Comédie zurück. 1722 ging er endgültig in Pension. Der Ruhestand ließ ihn aber nicht untätig werden. Er verfasste mehrere Komödien, die zwar weder besonders originell noch subtil waren, aber dennoch aufgeführt wurden.

## Familiäres
Poisson hatte einen Bruder, François, der ebenfalls Schauspieler wurde, sowie eine Schwester Madeleine, die sich der Schriftstellerei widmete. Er selbst war nie verheiratet und es sind auch keine Nachkommen bekannt.

## Werke
- 1728: Le Procureur arbitre
- 1729: La Boite de Pandore
- 1731: Alcibiade
- 1733: L’Impromptu de campagne
- 1735: Le Mariage par lettres de change
- 1736: Les Ruses d’amour